# Список керівників держав 760 року
Список керівників держав 759 року — 760 рік — Список керівників держав 761 року — Список керівників держав за роками

## Європа
- Бельгія:
  - Єпископство Льєж — єпископ Фульхар (748–769)
- Британські острови:
  - Бріхейніог — король Теудр I ап Райн (735–760), його змінив син король Нові Старий (760–770)
  - Вессекс — король Кіневульф (757–786)
  - Гвент — король Брохвел ап Ітел (755–770)
  - Гвінед — король Карадог ап Мейріон (754–798)
  - Глівісінг — король Ріс ап Ітел (755–785)
  - Гуртейрніон — король Фернфаел ап Теудр (750–785)
  - Дал Ріада — король Айд Фінн мак Ехдах (750–778)
  - Дівед — король Теудос ап Райн (730–760)
  - Думнонія — король Коврдоллі ап Діфнвал (750–770)
  - Ессекс — король Сігерік I (758–798)
  - Кент — король Етельберт II (725–762), правив разом з сином королем Ердвудьфом (747–765)
  - Кередігіон — король Дівнуал ап Артвір (750–780)
  - Мерсія — король Оффа (757–796)
  - Нортумбрія — король Етелвалд Молл (759–765)
  - Королівство піктів — король Енгус мак Фергюс (729–761)
  - Королівство Повіс — король Брохвайл ап Елісед (755–773)
  - Сейсіллуг — король Думногваллаун (750–780)
  - Стратклайд (Альт Клуіт) — король Думнагуал III (754–760), його змінив син король Еугейн ап Думнагуал (760–780)
  - Східна Англія — король Етельред (758–779)
- Венеціанська республіка — дож Доменіко Монегаріо (756–764)
- Візантійська імперія — імператор Костянтин V (743–775)
  - Неаполітанський дукат — дука Стефан II (756–766)
- Волзька Булгарія — хан Котраг (бл. 710 — бл. 765)
- Данія — конунг Рагнар Лодброк (756–794)
- Ірландія — верховний король Домналл Міді мак Мурхада (743–763)
  - Айлех — король Ніалл Фроссах мак Фергайле (743–770)
  - Кілдер — король Кінед мак Флайн (755–770)
  - Коннахт — король Айліл Медрайге мак Форгус (756—764)
  - Ленстер — король Фаелан мак Мурхада (738—760), його змінив син король Келлах мак Фаелан (760—776)
  - Міде — король Домналл Міді мак Мурхада (715—763)
  - Муму — король Мел Дуйн мак Айдо (742—786)
  - Осрайге — король Анмхад мак Кон Херка (до 761)
  - Тір Конайлл — король Флайхбертах мак Лойнсіг (754—765)
  - Улад — король Фіахна мак Аедо Ройн (749—785)
- Іспанія:
  - Аль-Андалус
    - Кордовський халіфат — емір Абдаррахман I (756—788)

  - Астурія — король Фруела I Жорстокий (757—768)
  - Кастилія — граф Фруела (740—760), його змінив граф Авреліо (760—780)
- Карантанія — князь Хотимир (754—770)
- Королівство лангобардів — король Дезидерій (756—774)
  - Герцогство Беневентське— герцог Арехіз II (758—774)
  - Герцогство Сполетське — герцог Гізульф Сполетський (759—761)
  - Герцогство Фріульське — герцог Петро (756—774)
- Нідерланди:
  - Єпископство Утрехт — єпископ Григорій (755—775)
  - Фризія — король Гундобальд (734—777)
- Німеччина:
  - Графство Ааргау — граф Руодхард (740—760), його змінив граф Ротберт (760—780)
  - Єпископство Аугсбург  — єпископ Тоццо (749—778)
  - Єпископство Айхштадт — єпископ Святий Вілібальд (741—786)
  - Єпископство Вюрцбург — єпископ Мегингод (753—785)
  - Єпископство Зальцбург — єпископ Святий Віргілій (747—770)
  - Єпископство Констанц — єпископ Сідоній (746—760), його змінив єпископ Йоган (760—782)
  - Архієпископство Майнц — архієпископ Святий Лулл (754—786)
  - Єпископство Пассау — єпископ Ансельм (756—765)
  - Єпископство Регенсбург — єпископ Готбальд (739—761)
  - Сакси — вождь Відукінд (743—807), править разом із сином Хасіо (760—775)
  - Єпископство Санкт-Галлен — єпископ Сідоній (740—760), його змінив єпископ Йоган (760—780)
  - Єпископство Страсбург — єпископ Удо I (734—765)
  - Єпископство Трір — єпископ Віомад (757—791)
  - Графство Тургау — граф Варін (750—790)
  - Єпископство Фрайзінг — єпископ Йосиф (747—764)
  - Єпископство Фульда — єпископ Святий Стурмій (744—779)
  - Єпископство Хур — єпископ Тело (758—773)
  - Єпископство Шпаєр — єпископ Давид (743—760)
- Норвегія:
  - Вестфольд — конунг Ейстейн Грім (750—790)
- Перше Болгарське царство — хан Вінех (756—762)
- Приморська Хорватія — князь Будимир (740—785)
- Сардинія:
  - Юдикат Кальярі — юдекс Гуфрідо (740—760), його змінив юдекс Аузоне (760—778)
- Святий Престол — папа римський Павло I (757—767)
- чехи — князь Незамисл (750—788)
- Франкське королівство — король Піпін Короткий (751—768)
  - Аквітанія та Герцогство Васконія — герцог Вайфар (748—767)
  - Баварія — герцог Тассілон III (748—788)
  - Архієпископство Ліон — архієпископ Мадальберт  (754—767)
  - Макон та графство Отьєн — граф Тьєррі I (733—791)
  - Графство Овернь — граф Бланден (760—763)
  - Графство Париж — граф Жирард I (760—779)
  - Графство Разе — граф Сігеберт II (730—760), його змінив син граф Бера III
  - Архієпископство Реймс — архієпископ Турпін (753—800)
  - Септиманія — граф Бера (760—768)
  - Графство Шалон — граф Адалард (733 — бл. 765)
- Хозарський каганат — каган Булан (740—760)
- Швеція — конунг Бйорн I Єрсіда (750—780)

## Азія
- Аббасидський халіфат — халіф Абу Джафар аль-Мансур (754—775)
- Бану Сулайм (Сх. Туреччина) — емір Язид ібн Усайд ас-Суламі (752—783)
- Дербент (династія Зафірідів) — емір Наджм ібн Хашім (760—786)
- Диньяваді (династія Сур'я) — раджа Сур'я Кету (746—788)
- Емірат джасатанидів — емір Джасатан I (760—785)
- Індія:
  - Венгі— Східні Чалук'я — махараджа Віджаядітья I  (755—772)
  - Гондвана — раджа Харихарадева (758—775)
  - Гуджара-Пратіхари — махараджахіраджа Нагабхата I (750—770)
  - Західні Ганги — магараджа Шріпуруша (726—788)
  - Камарупа — цар Шрі Харша (740—780)
  - Кашмір — махараджа Муктапіда Лалітадіт'я (бл. 723 — бл. 760)
  - Кешарі — раджа Джанамеджайя (754—763)
  - Імперія Пала — махараджа Ґопала I (750—780)
  - Династія Паллавів  — махараджахіраджа Нанді-варман II (733—795)
  - Держава Пандья — раджа Мараварман Раясімха I (735—765)
  - Раштракути — махараджахіраджа Крішна I Акалаварша (756—774)
  - Східні Ганги — магараджа Раджендраварман I (бл. 760)
  - Томара — раджа Васудева (754—773)
  - Держава Чера — раджа Черама (Бхаскара) (750—770)
- Індокитай:
  - Бан Пха Лао — раджа Лао Клао Кео Ма Мианг (759—804)
  - Мианг Сва — раджа Кхун Шва (740—760), його змінив син Кхун Нгіба (760—780)
  - Чампа — князь Прітхіндраварман (758—774)
  - Ченла — король Шамбхуварман (730—760), його змінив син король Раджендраварман I (760—770)
- Індонезія:
  - Матарам — шрі-махараджа Санджайя (732—760)
  - Королівство Сунда — король Ракейян Банга (739—766)
  - Імперія Шривіджая — махараджа Дхараніндраварман (760—782)
- Кавказ:
  - Абазгія — князь Леон I (736—767)
  - Васпуракан — нахарар Саак Арцруні (742—768)
  - Вірменське князівство — ішхан Саак Багратуні (748—771)
  - Гардман — мелік Нерхес (740—770)
  - Джавахеті — ерісмтавар Іоане Марушідзе (750—770)
  - Кахетія — князь Арчіл (736—786)
  - Сюні — нахарар Артр-Нерсех Сюні (750—780)
- Китай:
  - Бохай — гован Да Ціньмао (737—793)
  - Да Янь — імператор Ши Симін (759—761)
  - Племена кидані — вождь Гейлі (750—770)
  - народ кумосі — вождь Лі Яньчун (760—770)
  - Наньчжао — ван Гелофень (748—778)
  - Династія Тан — імператор Су-цзун (756—762)
- Корея:
  - Сілла — ван Кьондок (742—765)
- Непал (династія Ліччхаві) — махараджа Нарендрадева II Ліччхаві (750—777)
- Паган — король Тхунтхвін (753—762)
- Персія:
  - Гілян — іспахбад Бадуспан II (724—763)
  - Гурган — іспахбад Сурхаб II (752—772)
- Середня Азія:
  - Хорезм (династія Афрігідів) — шах Шаушафар (бл. 740—780)
- Сингаладвіпа — раджа Аггабоддхі VI Сіламеегха (733—772)
- Тибет — цемпо Тисрондецан (755—797)
- Уйгурський каганат — каган Меуюй-каган Ідігань (759—779)
- Ченла — раджа Шамбхуварман (740—760)
- Шанські держави:
  - Могаунг — Мургноу (667—777)
  - Муанмау — собва Ні Фа Маунг (753—793)
  - Сипау (Онг Паун) — Со Сау Па (739—761)
- Японія — імператор Дзюннін (758—764)

## Африка
- Аудагаст — емір Талакакін (бл. 750–770)
- Імперія Гао — дья Карей (750–780)
- Іфрикія — емір Хумайд ібн Кахтаба ат-Таї (760–762)
- Макурія — кабіл Абрахам (748—760), його змінив брат Кіріак (760—768)
- Некор — емір Саїд I ібн Ідріс (760—803)
- Нефуса — імам Абу-ль-Хаттаб Абд аль-Ала ібн ас-Самх (757—761)

## Північна Америка
- Цивілізація Майя:
  - Йокіб — цар К'ініч Йональ Ак III (758–767)
  - Копан — цар К'ак Їпіай Хна К'авііл (749–763)
  - Куаутітлан  — цар Шіунельцін (750–804)
  - Кулуакан — цар Науйотль I (бл. 717—767)
  - Паленке — цар К'ініч Кан Балам III (751—764)
  - Тікаль — цар Ікін-Чан-Кавіль (734—755/760)
- Тольтеки — цар Уецін (бл. 720—760), його змінив цар Тотепеу (760—800)